# Джулія Енн
Джу́лія Енн (англ. Julia Ann; нар. 8 жовтня 1969 року, Глендейл, Каліфорнія, США) — американська порноакторка, модель, кінорежисерка і танцюристка. Справжнє ім'я — Джу́лія Та́велла (англ. Julia Tavella).

## Життєпис
Народилася в місті Глендейл штату Каліфорнія, в дитинстві займалася музикою, вчилася грати на піаніно, у 12 років переїхала в місто Іделлвілд, де жила з бабусею до 17 років, після чого перебралася в Лос-Анджелес. 

### Порноіндустрія
У 18 років прийшла в модельний бізнес, саме в цей час працювала в Голлівуді, заробляючи боротьбою в бруді, перш ніж взяла участь у стриптиз-дуеті спільно з Джанін Ліндмалдер на початку 1990-х. Вони були успішними і до них почали надходити пропозиції зніматися в порнофільмах.
У 1993 році Джулія Енн дебютувала у порнофільмах у лесбійській сцені з Ліндмалдер. Пізніше підписувала контракти з Digital Playground (1999 рік) і Wicked Pictures (2002). По закінченню контракту у 2007 почала працювати візажисткою.
На 2018 рік знялася у 969 порнофільмах.

## Особисте життя
21 червня 2003 року одружилася з режисером порнофільмів Майклом Рейвеном (англ. Michael Raven), потім розлучилися.
Перенесла операцію зі збільшення грудей, а також операцію на носі, щоб ліквідувати наслідки удару коня.

## Нагороди

### AVN Awards
- AVN Hall of Fame — Учасниця[2]
- 1994 — Найкраща сцена лесбійського сексу у фільмі «Прихована одержимість» (англ. «Hidden Obsessions»)[3]
- 2000 — Найкраща сцена лесбійського сексу у фільмі «Сім смертних гріхів» (англ. «Seven Deadly Sins»)[3]
- 2004 — Найкраща акторка за фільм «Красива» (англ. Beautiful)[3]
- 2010 — Найкращий візаж у фільмі «8-й день» (англ. «The 8th Day»)[4]
- 2010 — MILF-виконавиця року[4]
- 2011 — MILF-виконавиця року[5]
- 2013 — MILF-виконавиця року

### XRCO Award
- XRCO Hall of Fame — Учасниця
- 1994 — НАйкраща лесбійська сцена у фільмі «Прихована одержимість» (англ. «Hidden Obsessions»)[6]
- 2009 — MILF року[7]
- 2011 — MILF року

### XBIZ Award
- 2014 — MILF-виконавиця року